# Choi Jong Kun

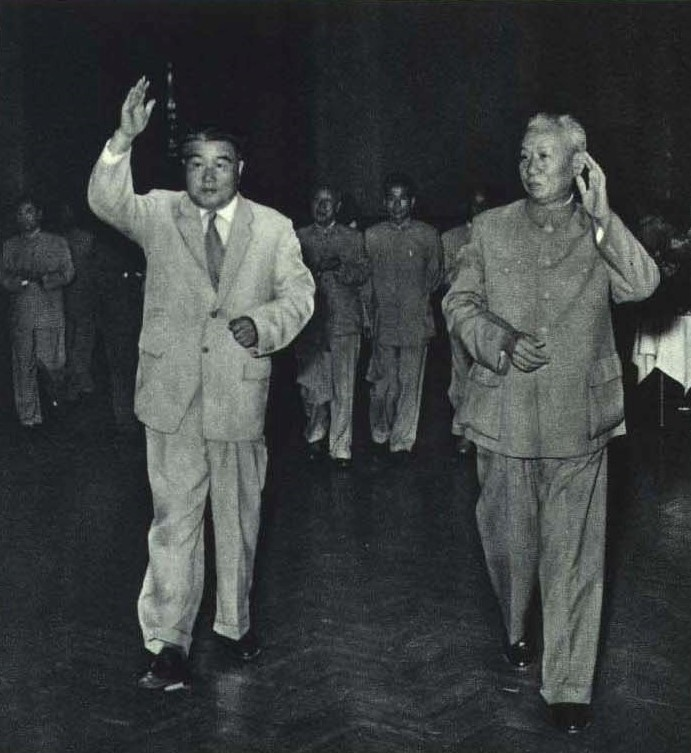
Choi Jong Kun (links) in 1963

Choi Jong Kun of Choe Jong Gon (T'aech'ŏn in de provincie P'yŏngan-pukto,  21 juni 1900 – Pyongyang, 19 september 1976) was een Noord-Koreaans staatshoofd en militair. Hij speelde een belangrijke rol tijdens de guerrillastrijd tegen de Japanners. 
In 1946 werd hij voorzitter van de Democratische Partij en vormde die partij om tot een pro-communistische partij. In 1948 werd hij de eerste commandant van het Koreaanse Volksleger. Hij was jarenlang minister van Staatsveiligheid. In februari 1953 werd hij de eerste Noord-Koreaans generaal die werd bevorderd tot vice-maarschalk. Van 1957 tot 1972 was hij voorzitter van het Presidium van de Opperste Volksvergadering (dat wil zeggen staatshoofd). In 1972 volgde Kim Il-sung hem op als staatshoofd. Van 1972 tot 1976 was Choi Jong Kun vicepresident van Noord-Korea.